# 高石市
高石市（たかいしし）は、大阪府の泉北地域に位置する市である。1966年（昭和41年）市制施行。

## 地理
大阪府の中南部に位置し、北と東は堺市（西区）に、南は和泉市と泉大津市にそれぞれ隣接し、西は大阪湾に面している。
市域はほぼ全域が平坦。東西6.1km、南北4.1km、面積11.35km2と、大阪府下の市では藤井寺市 (8.89km2) に次いで2番目に面積が小さい。また、西半は堺泉北臨海工業地帯の埋立地である。交通は大阪府道204号堺阪南線、国道26号線、大阪府道30号大阪和泉泉南線、阪神高速4号湾岸線などの主要道路とともに、南海本線とJR阪和線という2つの鉄道路線が南北に走っている。また、羽衣・高石・富木の3駅から大阪市中心部まで所要時間約20分である。
- 海：大阪湾
- 河川：芦田川、王子川

### 人口

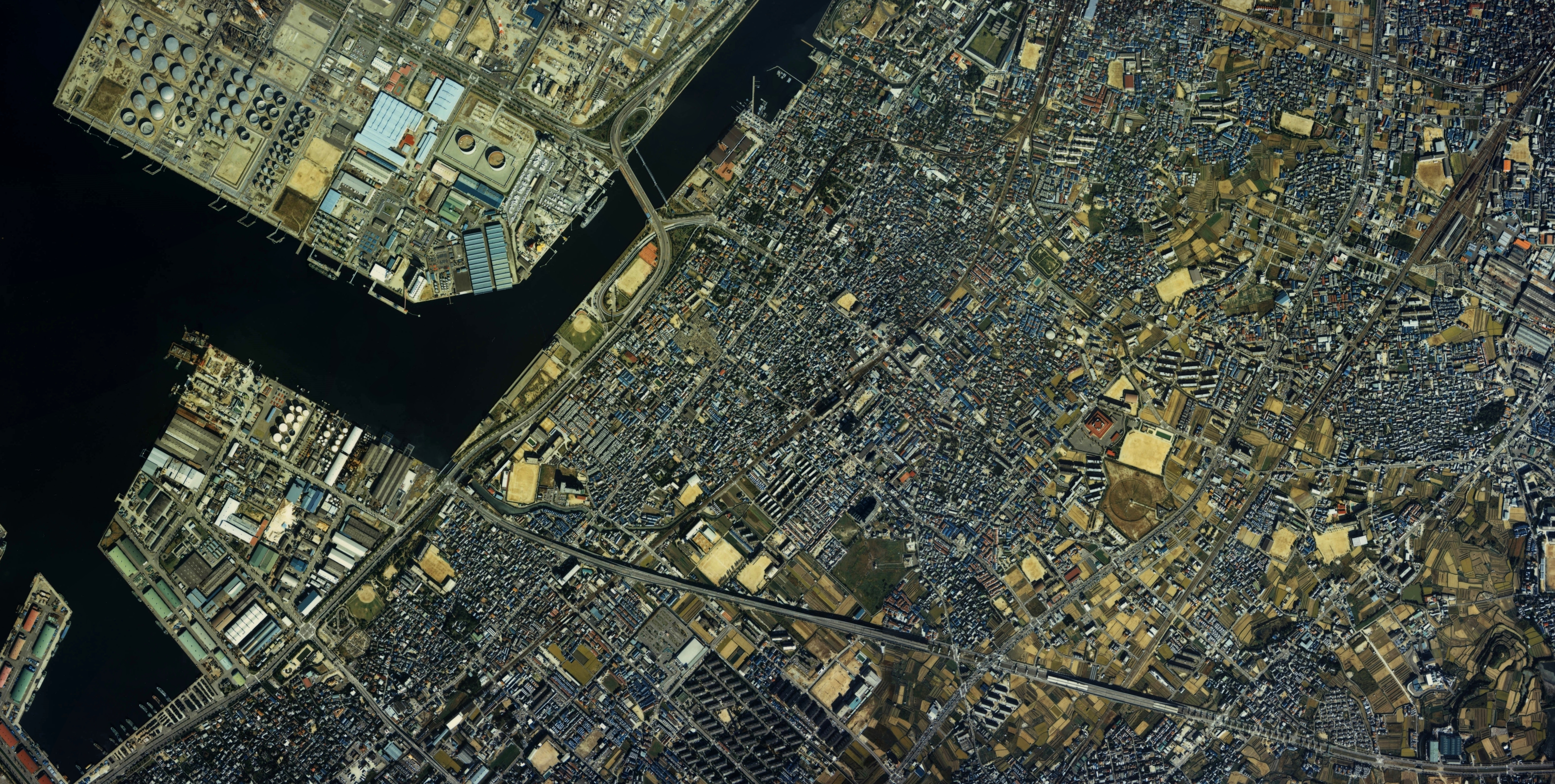
高石市中心部周辺の空中写真。1985年撮影の4枚を合成作成。
。

平成27年国勢調査(速報値)より前回調査からの人口増減をみると、5.18％減の56,485人であり、増減率は府下43市町村中38位、72行政区域中65位。
平成22年国勢調査より前回調査からの人口増減をみると、2.54％減の59,572人であり、増減率は府下43市町村中35位、72行政区域中58位。
| |                                        |  |
| 高石市と全国の年齢別人口分布（2005年） | 高石市の年齢・男女別人口分布（2005年） |  |
| ■紫色 ― 高石市 ■緑色 ― 日本全国 | ■青色 ― 男性 ■赤色 ― 女性              |  |
| 高石市（に相当する地域）の人口の推移 \| 1970年（昭和45年） \| 61,442人 \| \| \| 1975年（昭和50年） \| 66,824人 \| \| \| 1980年（昭和55年） \| 66,815人 \| \| \| 1985年（昭和60年） \| 66,974人 \| \| \| 1990年（平成2年） \| 65,086人 \| \| \| 1995年（平成7年） \| 64,295人 \| \| \| 2000年（平成12年） \| 62,260人 \| \| \| 2005年（平成17年） \| 61,127人 \| \| \| 2010年（平成22年） \| 59,572人 \| \| \| 2015年（平成27年） \| 56,529人 \| \| \| 2020年（令和2年） \| 55,635人 \| \| |                                        |  |
| 総務省統計局 国勢調査より |                                        |  |
| 1970年（昭和45年） | 61,442人                               |  |
| 1975年（昭和50年） | 66,824人                               |  |
| 1980年（昭和55年） | 66,815人                               |  |
| 1985年（昭和60年） | 66,974人                               |  |
| 1990年（平成2年） | 65,086人                               |  |
| 1995年（平成7年） | 64,295人                               |  |
| 2000年（平成12年） | 62,260人                               |  |
| 2005年（平成17年） | 61,127人                               |  |
| 2010年（平成22年） | 59,572人                               |  |
| 2015年（平成27年） | 56,529人                               |  |
| 2020年（令和2年） | 55,635人                               |  |

## 行政

### 市長
- 市長：畑中政昭（はたなか まさあき、2023年4月27日就任、1期目）

### 歴代市長
| 代   | 氏名     | 就任   | 退任   |
| ---- | -------- | ------ | ------ |
| 初代 | 中山末吉 | 1966年 | 1967年 |
| 2代  | 浅野政雄 | 1967年 | 1991年 |
| 3代  | 寺田為三 | 1991年 | 2003年 |
| 4代  | 阪口伸六 | 2003年 | 2023年 |
| 5代  | 畑中政昭 | 2023年 |        |

### 市議会
定数は15人。2023年7月1日時点での会派構成は以下のとおり。
| 会派名     | 議席数 | 所属党派   |
| ---------- | ------ | ---------- |
| 高志会     | 4      |            |
| 公明党     | 3      | 公明党     |
| 日本共産党 | 2      | 日本共産党 |
| クリア高石 | 2      |            |
| 市民クラブ | 4      |            |

### 高石市章
- 高石市の「高」の文字を図案化したもので、台の円は市民の幸福と協和を意味し、その上に高石市が高度に発展することを象徴したもの。一般公募により1966年（昭和41年）12月20日に制定された。

### 高石市の木・花
- 木：マツ
- 花：キク
- 歌：作詞竹内幸子、補詞小野十三郎、作曲野口源次郎[1]

（高石市の花・木・市章の紹介）

### 高石市のキャッチフレーズ
- 「天女の住まう街」

### 高石市のゆるキャラ
- てんにょん：羽衣伝説の天女をイメージしたゆるキャラ[2]。2012年12月19日公募によって誕生。

## 歴史
旧高石村
地域は、千代田・高師浜・羽衣・東羽衣・加茂（一部）・綾園（一部）である。
『日本書紀』に「高石池」「高脚海」といった記述が見られ、古代から大鳥郡日下部郷のうちに高石村が存在していたことがうかがえる。高師浜と呼ばれる沿岸部の景勝地を詠んだ歌が、『万葉集』『古今和歌集』『金葉和歌集』などにみられる。
『日本霊異記』にも「高脚の浜」に漂着した楠から大部屋栖野古が仏像を造った説話が収められている。
南北朝時代頃から、隣接する和泉郡にまたがって「綾井」の地名で呼ばれるようになり、1347年（正平2年）には現在の伽羅橋駅付近に大雄寺が建立された。綾井村の大鳥郡側は江戸時代初期に高石南村、高石北村、新家村、市場村、南出村、大園村、土生村の7村に分村され、残った和泉郡側は耕地のみで居住者はいなかった。なお、明治以降に市場村と南出村が合併した際に、再び綾井村を名乗っている。また、浜寺と通称された大雄寺は応仁の乱で焼失したが、現在も市北部から堺市西区浜寺地区にかけての広域地名として残っている。
高石北村の字大工村（現在の高師浜一丁目付近）は、行基の社会事業に従事した工人たちの子孫の集落と言われている。工人が内匠寮に属していたことから、現在の町会でいう高石八区は「匠」と呼ばれている。宮大工をはじめとする技術者の村で、明治維新頃まで京都御所の造営や修築に携わっていた。また、千歯扱きは元禄期に大工村の宇兵衛という大工によって発明されたとする説がある。
江戸時代は、幕府領であった。幕末は、岸和田藩預地（納税先は幕府）、増田作右衛門支配所および田安徳川家領である。旧高旧領取調帳による内訳は、次の通り。
　高石南村…岸和田藩預地。1,354石。八幡社、船冨社、不断寺および会通寺は、免税。
　高石北村…岸和田藩預地。573石。八坂社、弥栄社、高石神社、春日社、円徳寺および大王寺は、免税。
　新村…増田作右衛門支配所。217石。新井神社は、免税。
　今在家村…田安徳川家領。646石。大鳥浜神社および光月寺は、免税。
旧取石村
地域は、取石・西取石・加茂（一部）・綾園（一部）である。詳細は取石村を参照。
なお「取石」という地名は、『万葉集』に取石池（とろす池）という古池を詠んだ歌 があり、それにちなむ。

### 沿革
- 1889年（明治22年）4月1日：町村制施行により、大鳥郡高石南村、高石北村、新村、今在家村が合併して高石村が発足。大字高石南に村役場を設置。
- 1896年（明治29年）4月1日：郡の統廃合により、泉北郡に属する。
- 1901年（明治34年）4月13日：葛葉駅（現・高石駅）が開業。
- 1904年（明治37年） - 1905年（明治38年）：日露戦争によるロシア兵俘虜収容所が海岸部につくられる（面積43万m2、収容人数28000人）。
  - ロシア兵俘虜帰国後は第16師団宿舎。跡地は住宅地として整備された。
- 1912年（明治45年）3月1日：羽衣駅が開業。
- 1915年（大正4年）1月1日：町制施行。泉北郡高石町となる。
- 1918年（大正7年）10月2日：伽羅橋駅が開業。
- 1919年（大正8年）10月25日：高師浜駅が開業。
- 1920年（大正9年）紀州街道を、国道16号に指定。
- 1923年（大正12年）大字高石南、高石北、今在家をそれぞれ南、北、羽衣に改称。
- 1952年（昭和27年）国道16号を、国道26号とする。
- 1953年（昭和28年）4月1日：泉北郡取石村を編入。
- 1966年（昭和41年）11月1日：市制施行。大阪府下28番目の市、高石市となる。
- 2002年（平成14年）4月1日：堺市・高石市合併問題研究会を設置する。
- 2003年（平成15年）
  - 4月27日：市長選で、合併反対派の阪口伸六が合併推進派で現職の寺田為三を破って当選。堺市との合併の是非を問う住民投票で合併反対票が全投票数の74%を占めた。
  - 7月11日：先の市長選と住民投票の結果を受けて、堺市・高石市合併問題研究協議会が解散。

## 財政
1998年まで常に10億円割れだった公債費は2006年から25億円を、2013年には30億円を、2014年に35億円となっている。2014年度決算における将来負担比率206.0は前年より交野市に抜かれ、大阪府下で下から2番目である。

## 経済

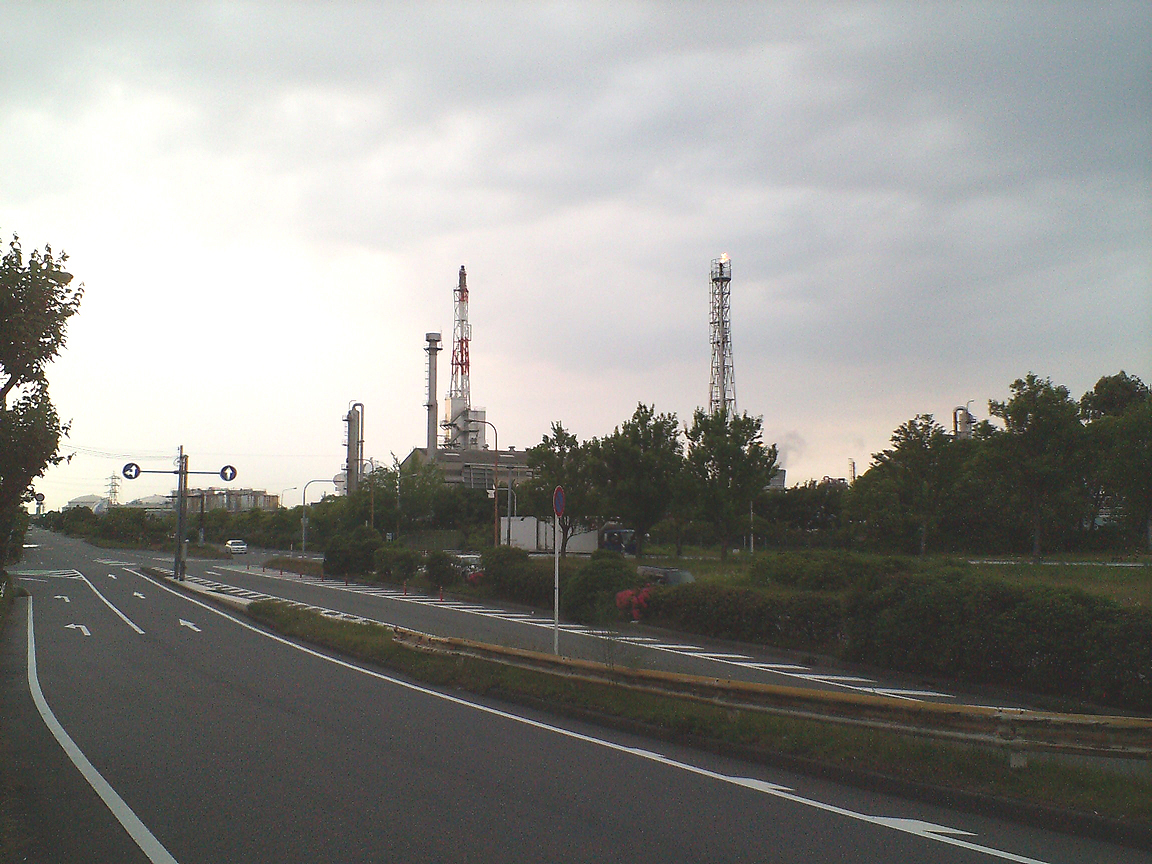
堺泉北臨海工業地帯
高石市高砂

大阪湾岸の埋立地に堺泉北臨海工業地帯が広がっている。その内、高石市域には、石油・化学の工場が集積している。
おもな商圏は、南海羽衣駅周辺、南海高石駅周辺およびＪＲ富木駅周辺の、３地域を中心とする。

### 産業
- 三井化学大阪工場
- 大阪ガス泉北製造所（第二工場）
- DIC堺工場（所在地は高石市高砂）
- エクソンモービル大阪油槽所大阪事業所
- 大阪国際石油精製
- 読売新聞高石工場
- 銀装羽衣工場
- オイシス高石工場

### 漁業
- 高石漁港

### 通信・放送
- AMラジオ放送の送信所
  - 朝日放送ラジオ高石送信所（綾園）
  - MBSラジオ高石送信所（西取石）

### 日本郵政グループ
（2012年12月現在）
- 日本郵便株式会社

- 浜寺郵便局（羽衣） - 集配局。
- 高石郵便局（千代田）
- 高石綾園（あやぞの）郵便局（綾園）
- 高石富木（とのぎ）郵便局（取石）

- 高石千代田郵便局（千代田）
- 高石加茂郵便局（加茂）
- 高石東羽衣郵便局（東羽衣）

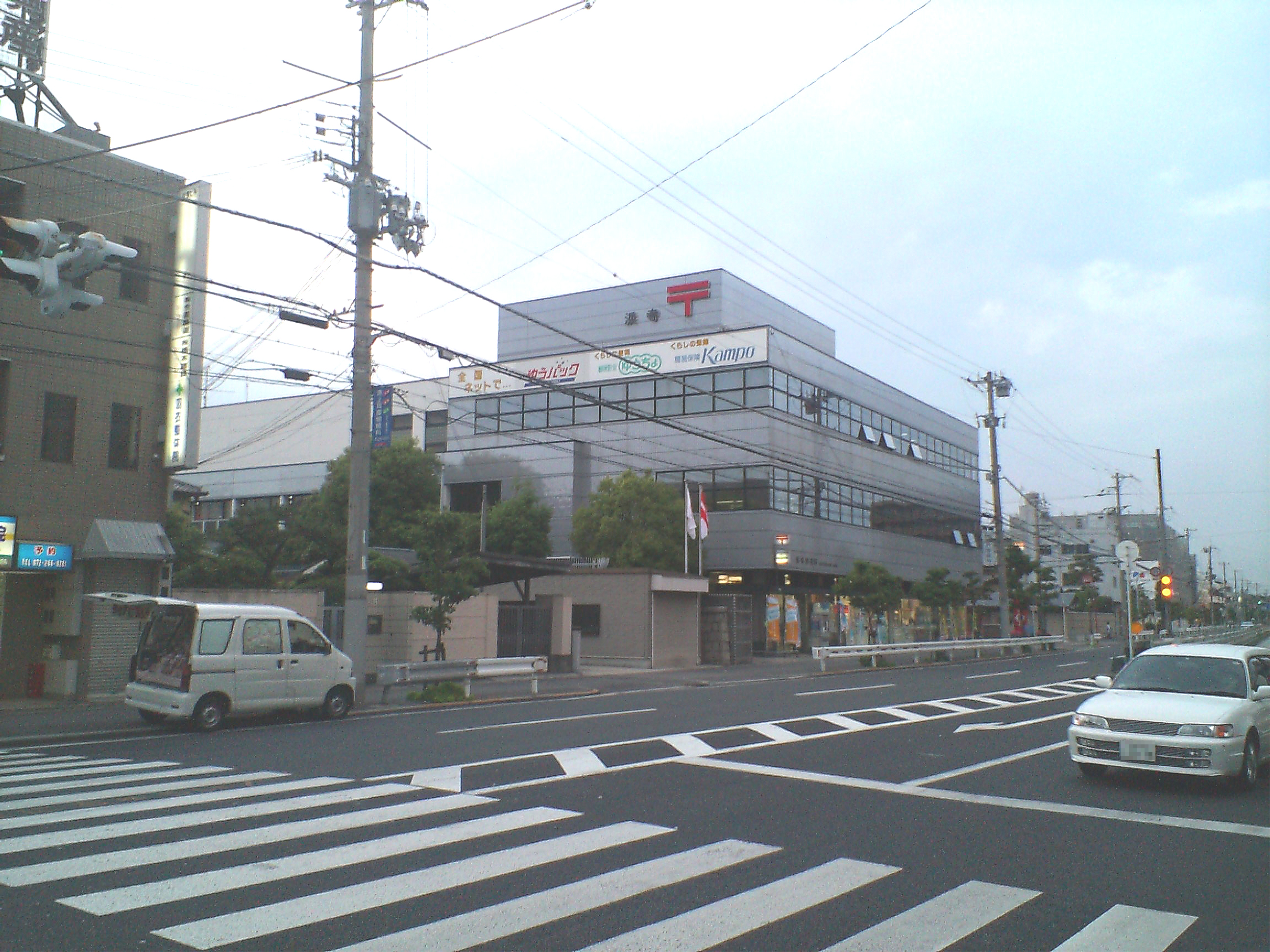
浜寺郵便局

- ゆうちょ銀行
  - 大阪支店　高石市役所内出張所（加茂）（ATMのみ）

その他上記の各郵便局にATMが設置されており、浜寺郵便局ではホリデーサービスを実施。
※高石市内の郵便番号は「592-00xx」（浜寺郵便局の集配担当）となっている。なお、南高砂（595-0081）は泉大津郵便局（泉大津市小松町）の集配担当となっている。

## 姉妹都市・提携都市
- 有田川町（和歌山県）：2006年11月19日友好都市交流提携。

かつての友好都市
- 清水町（和歌山県）：1994年7月17日友好都市交流提携。2006年1月1日に合併により有田川町となった。
- ロミタ市（アメリカ合衆国カリフォルニア州）：1981年（昭和56年）10月29日姉妹都市提携。

## 地域の防災・防犯
- 2008年10月1日より、「堺市高石市消防組合本部」が解散され、『堺市消防局』が発足した、これに伴い高石市の常備消防は堺市に事務委託となり、市の消防組織は『高石市消防団』 のみとなった。全国で「常備消防を事務委託している市」は、高石市以外に大阪狭山市、多摩地域の大半（東京消防庁管轄）、岐阜県瑞穂市と群馬県みどり市である。
  - 高石消防署（西取石）
- 高石市を管轄する警察署として、市内に『大阪府警 高石警察署』（羽衣）がある。

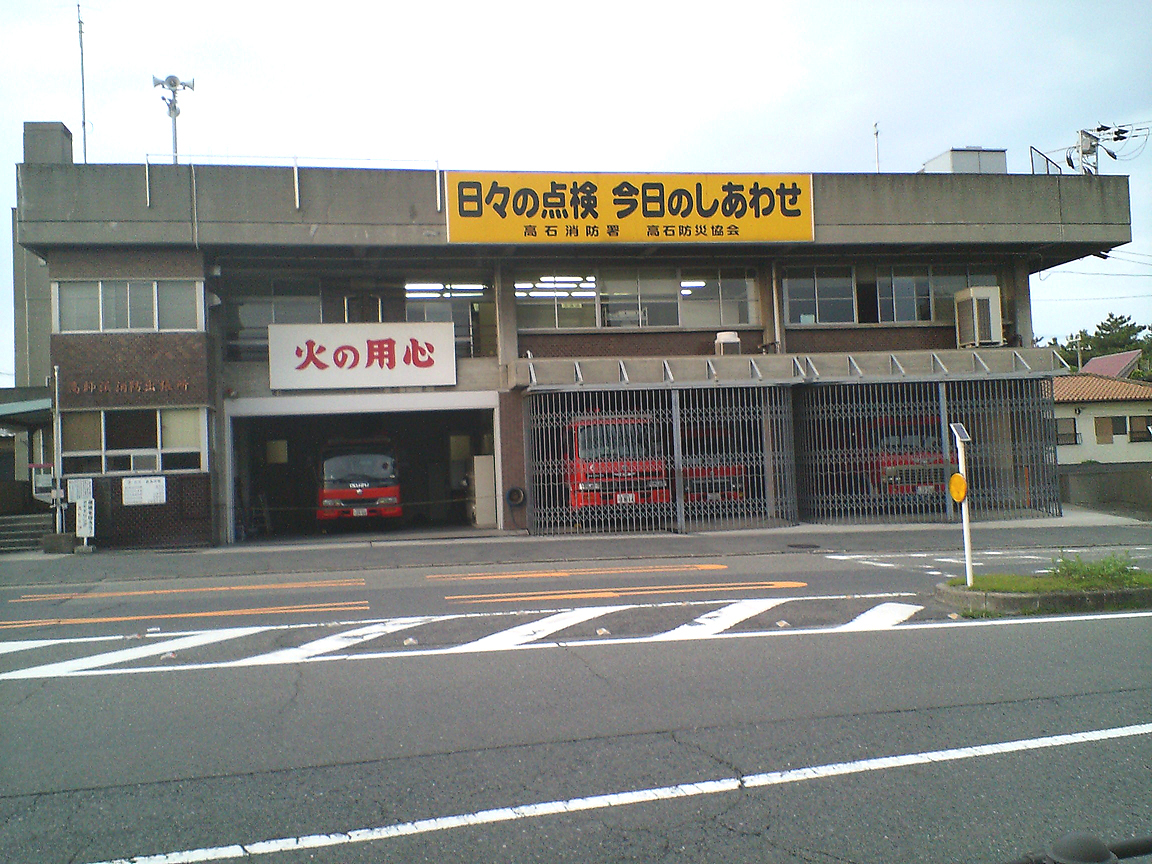
堺市消防局 高石消防署高師浜出張所 高石市高師浜4-15-34
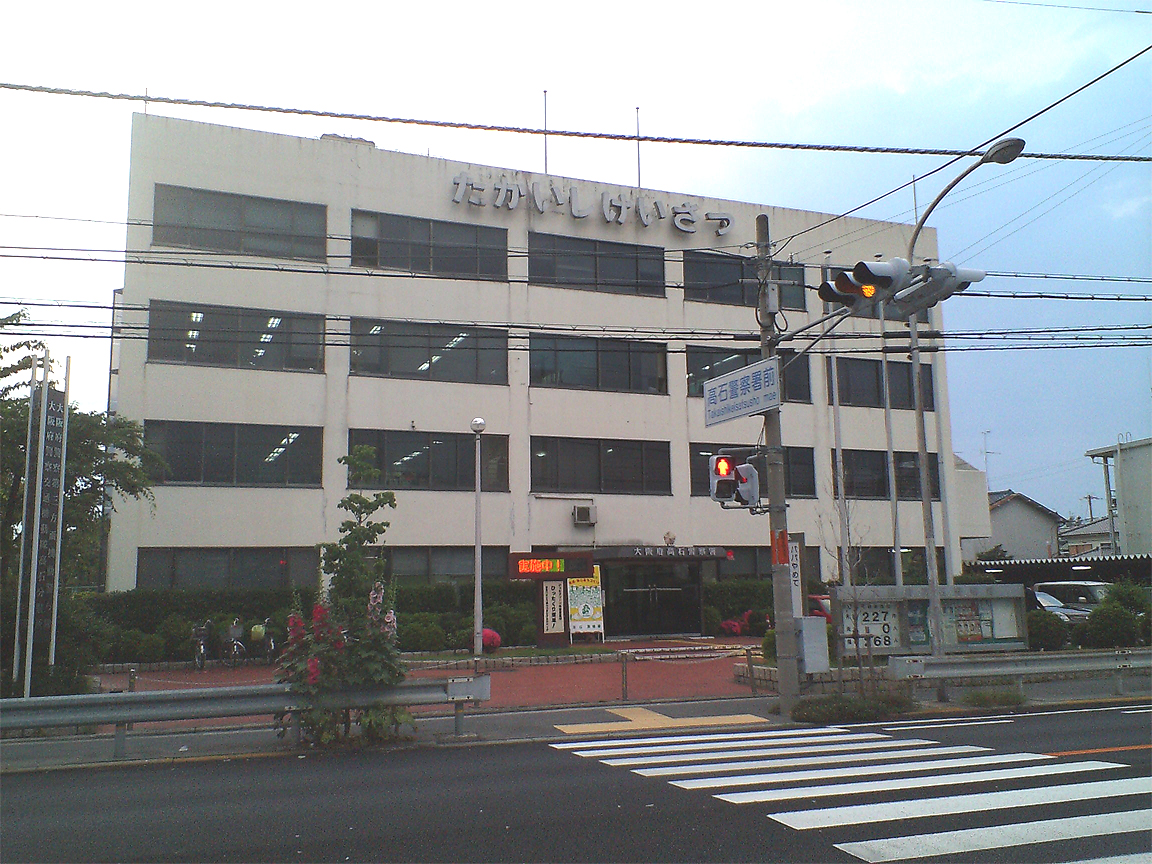
大阪府警 高石警察署 高石市羽衣4-2-23

## 主な公共施設
- 高石市役所（加茂）
- アプラたかいし（綾園）
  - たかいし市民会館（アプラホール）
  - 高石市立図書館
- 複合コミュニティセンターとろしプラザ（取石）
  - 高石市立図書館分館
- パンセ羽衣（羽衣）
  - バスターミナル（臨海部企業の従業員送迎用）
  - 老人福祉センター
  - 羽衣公民館
- デージードーム（コミュニティーセンター）（千代田）
- 高石市立体育館（高師浜）
- 高石市総合ライフケアセンター（羽衣）
  - 総合保健センター、診療センター、母子保健センター
- 婦人文化センター（綾園）
- 大阪府立臨海スポーツセンター（高師浜）

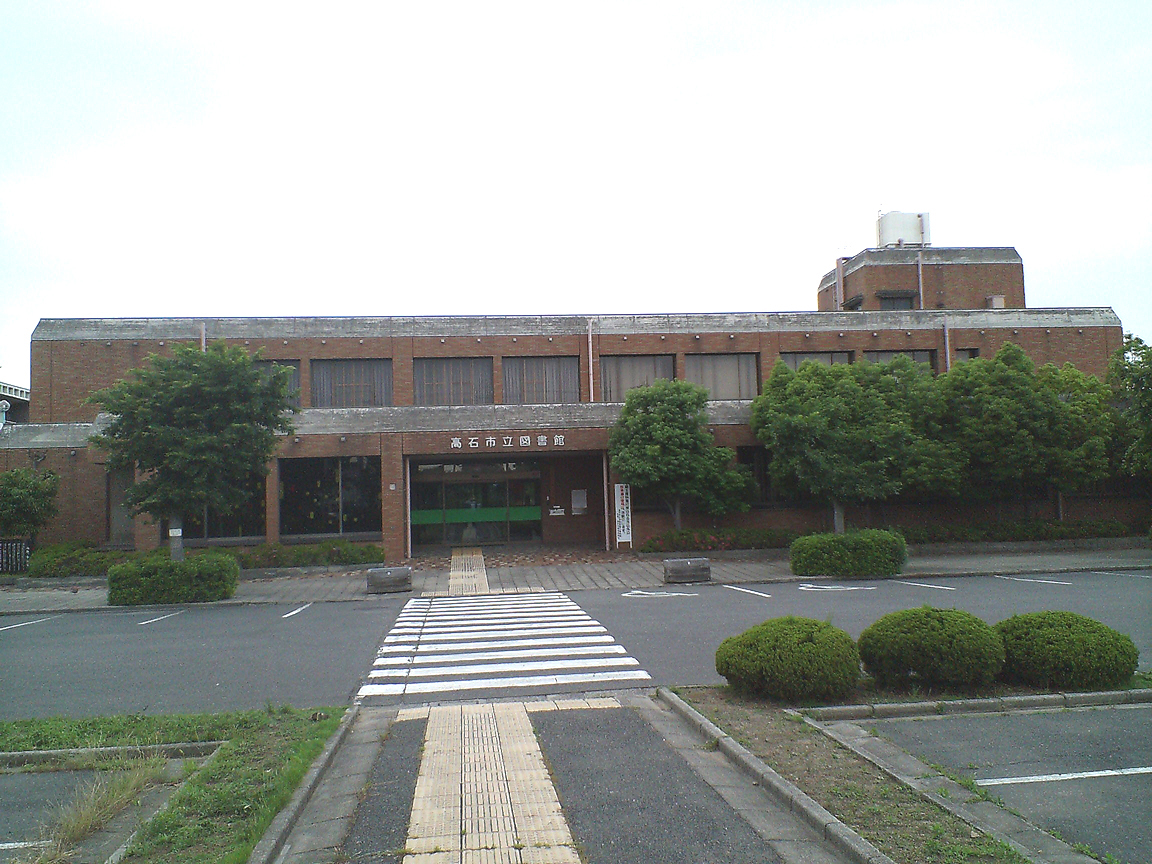
高石市立図書館郷土資料室 高石市高師浜丁6-5
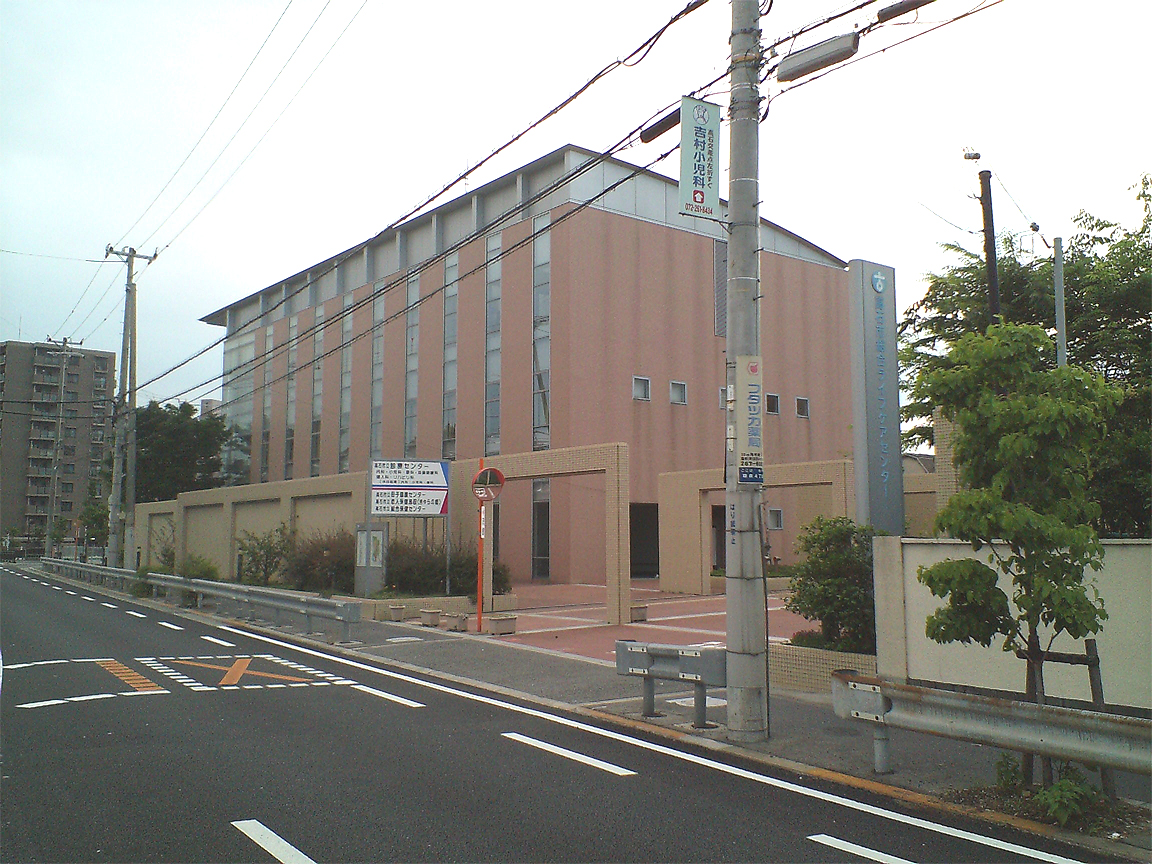
高石市総合ライフケアセンター 高石市羽衣4-4-26
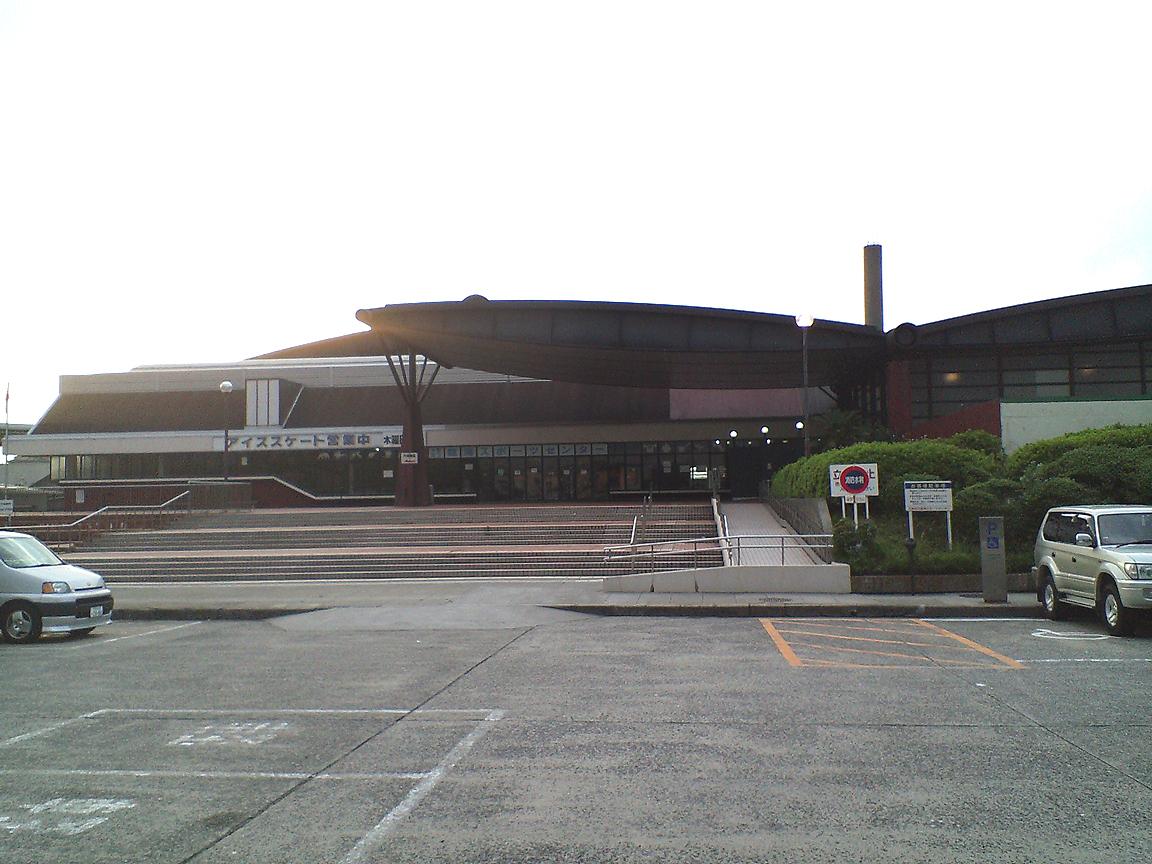
大阪府立臨海スポーツセンター 高石市高師浜丁6-1

## 教育施設

### 大学
- 羽衣国際大学（堺市との境界に校地がある。大学の所在地は堺市となっている）

### 専門学校
- 南海福祉看護専門学校

### 高等学校
- 大阪府立高石高等学校
- 羽衣学園高等学校
- 清風南海高等学校

### 中学校
市内には、3つの公立中学校と2つの私立の中学校がある。
- 高石市立高石中学校
- 高石市立高南中学校
- 高石市立取石中学校
- 羽衣学園中学校
- 清風南海中学校

### 小学校
- 高石小学校
- 羽衣小学校
- 東羽衣小学校
- 高陽小学校
- 清高小学校
- 加茂小学校
- 取石小学校

## 公共交通

### 鉄道路線

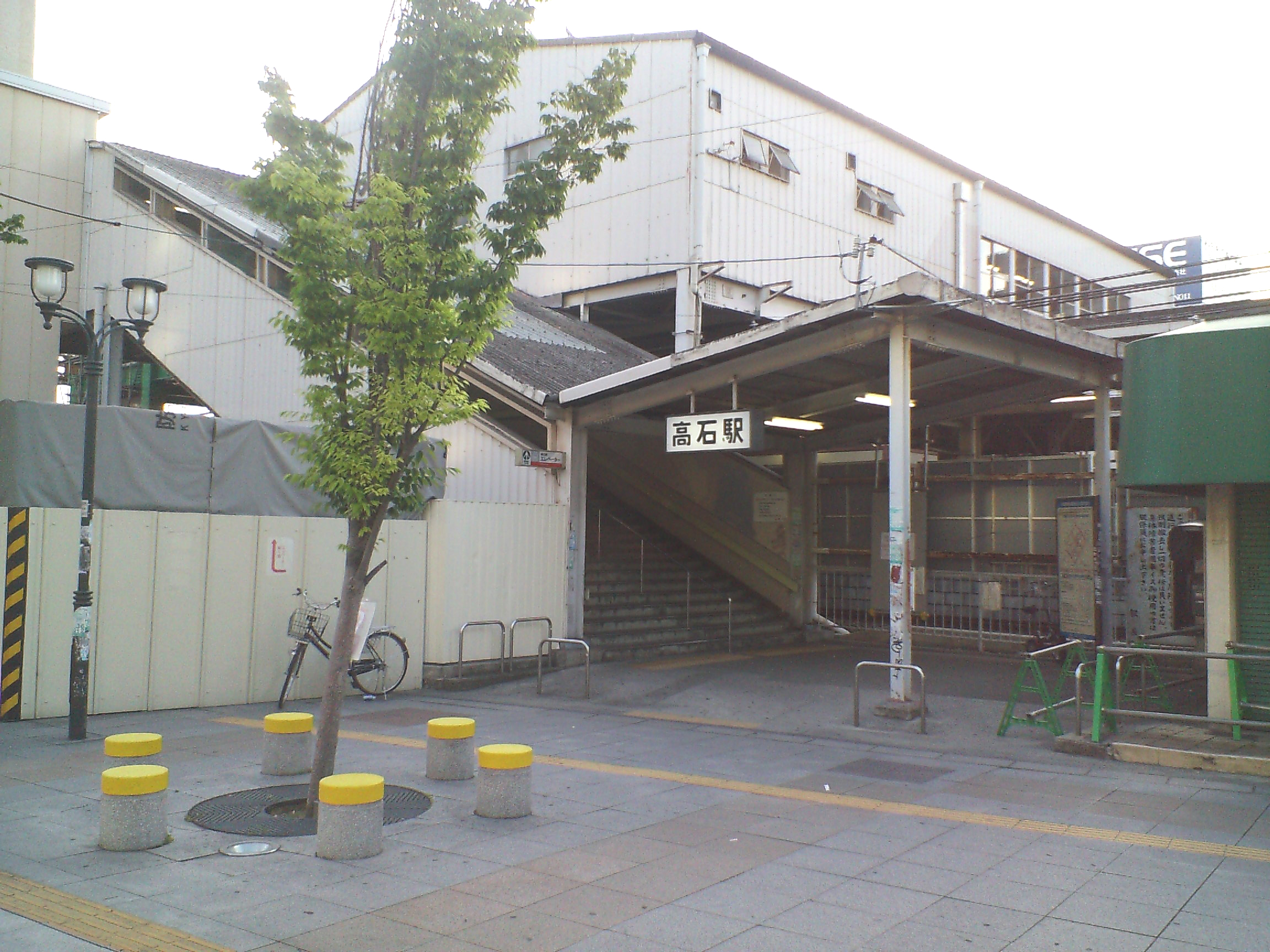
高石駅

中心となる駅:高石駅(利用者は羽衣駅の方が多い)
西日本旅客鉄道（JR西日本）
- 阪和線
  - 富木駅
北信太駅（和泉市）が市境の近くに位置しており、こちらを最寄りとする地域もある。
- 阪和線支線（羽衣線）
  - 東羽衣駅

南海電気鉄道（南海）
- 南海本線
  - 羽衣駅 - 高石駅
北助松駅（泉大津市）の北側すぐそばを市境が通っており、当市からの利用者も多い。
- 高師浜線（全線市内）
  - 羽衣駅 - 伽羅橋駅 - 高師浜駅
2021年5月22日から2024年4月5日まで間、羽衣駅- 伽羅橋駅間での高架化工事のために運行休止し、バス代行輸送を実施[9][10]

### バス
- 南海バス
  - 東山営業所管轄の「北野田・鳳線」鳳駅前 - 北野田駅前（170系統）が北東部をわずかに走るが、市内に停留所は設置されていない[11]。当路線以外に南海バスの路線バスは市内には通っていない[12]。
  - 上記、南海高師浜線のバス代行輸送は南海バス堺営業所が運行を担っていた[13]。
- 岸和田観光バス
  - 市内と堺市西区の臨海工業地域を結ぶ路線バス「高石堺臨海ライン」を2017年10月1日から運行。羽衣駅西側（羽衣交差点前）に「羽衣バスターミナル」、高石駅西側（高石郵便局近く）に「高石バスターミナル」を設置する。工業地域の通勤輸送が目的のため、朝夕のみの運行。日曜は運休する（祝日は運行）[14]。
- 誰でも利用できるコミュニティバスではないが、60歳以上の高齢者や障害者、妊娠中の人、小さな子ども連れなどが無料で利用できる福祉バス「らくらく号」が運行されており、市内の公共施設などを巡回している。日曜と敬老の日を除く祝日は運休[15]。

### 道路

#### 高速道路
- 阪神高速4号湾岸線 浜寺出入口（上り）・高石出入口（下り）
- 助松ジャンクション（阪神高速4号湾岸線・堺泉北道路）（大阪方面分岐部）

#### 一般国道
- 国道26号

#### 大阪府道
- 大阪府道28号大阪高石線
- 大阪府道29号大阪臨海線
- 大阪府道30号大阪和泉泉南線（通称「13号線」）
- 大阪府道36号泉大津美原線
- 大阪府道204号堺阪南線（旧国道26号）
- 大阪府道219号信太高石線

### 船舶
- 堺泉北港
- 高石漁港

## 名所・旧跡・観光スポット・祭事・催事
- 高師の浜（高師浜・高師浜丁）：祐子内親王家紀伊によって詠まれた和歌に登場するなど、和泉海岸のなかでも特に風光明媚な地で知られた。
- 高石神社（高師浜）：祐子内親王家紀伊の歌碑がある。
- 高石マリーナ（高師浜丁）：ボート免許の教習が行われている。
- 大鳥羽衣浜神社（羽衣）：堺市西区に鎮座する大鳥大社の境外摂社で、大鳥五社のひとつ。
- 浜寺公園（羽衣公園丁）：堺市西区にまたがる日本最古の公立公園。
- 大阪国際ユースホステル（羽衣公園丁）
- 堺泉北臨海工業地帯泉北1区（高砂）：堺市西区にまたがる埋立地。工場夜景で知られる。
- 大阪ガスガス科学館（高砂）
- 等乃伎神社[16]（取石）：『古事記』仁徳天皇の記事に巨木伝説が記され、境内にも楠の古木がある。
- 楷定寺[17]（取石）：山号「古今山」。浄土真宗。
- 専称寺（綾園）：綾井城跡に建てられた勅願寺、山号「城蹟山」。
- 高石だんじり祭（高石神社、等乃伎神社、大鳥羽衣濱神社）

西部の高石連合地区では、毎年10月、体育の日の前日と前々日（土曜日、日曜日）に行われる。戦前・戦時中は上だんじりを中心に祭りを行っていたが、戦後一部の村を除いて衰退し、花車などで行われていたが、昭和の終わりからは正式なだんじりを復活する村が増え、現在、15台のだんじりがあり、岸和田の旧市に次いで多い。1３台が岸和田型の「下だんじり」で、残りの2台（綾井、新家）がいわゆる「上だんじり」である。
東部の旧取石村の富木地区（１台）では、毎年第一金・土・日曜日に行われる。幕末以来行われ、こちらは廃絶されることなく現代にいたっている。長く上だんじりだったが、老朽化のため下だんじりに移行した。ただ戦後高石市内にだんじりがこの地区の１台のみだった沿革から、堺市西区の鳳だんじり祭りに加盟し、そのためその曳行路の大半が堺市内に設定されている。

## 出身・ゆかりのある人物
- 行基（現在の高師浜3丁目「八区自治会館（匠会館）」付近で生まれたと言う説があり、「行基生誕の地」の石碑が建っている）
- 川淵三郎（第10代日本サッカー協会会長）
- 葉室鐵夫（故人。生前に在住。名誉市民。ベルリン五輪200メートル平泳ぎ金メダリスト）
- 国司憲一郎（山陽放送アナウンサー）
- 内匠政博（元大阪近鉄バファローズ）
- 阪口悟（将棋棋士。市内にて将棋教室を開講）
- 佐藤蛾次郎（俳優）
- 嶋田安次郎（明治期の教育者）
- 菅広文（タレント、ロザン）
- 吉田結衣（お笑い芸人、カーネーション）
- 泉洋藤太郎（明治期の大阪相撲力士）
- 林家うさぎ（落語家）
- 遠藤敬（政治家）
- 藤原菜希（競艇選手。全国中学校空手道選手権大会史上初の3連覇）
- 長保有紀(歌手)
- 中野隆夫(画家、作家、イラストレーター)
- 秀平真由美（声優）
- 暁光雄（漫才師）
- 横山まさみ（タレント）
- 末吉隼人（ショートトラックスピードスケート選手。トリノ五輪1500メートル出場）
- 末吉翔（陸上選手。1999年全国中学校陸上競技選手権大会3000m優勝、2007年箱根駅伝6区区間賞）
- 奥田亘（Fリーグ、シュライカー大阪）
- 管家修一（社会人野球選手：元新日鐵、投手）
- 荒張裕司（プロ野球選手：北海道日本ハムファイターズ、捕手、東京消防庁消防吏員）
- 岸田健太郎（Fリーグ、デウソン神戸）
- 宅田裕彦（京都大学エネルギー科学研究科教授）
- 三木亮（プロ野球選手：千葉ロッテマリーンズ、内野手）
- 小芝風花（女優、小学3年から中学2年まで臨海フィギュアSCに所属し、大阪府立臨海スポーツセンターに通っていた[18]）
- 北川茉由（女優、タレント）
- 宮本常一（民俗学者、1935年取石尋常小学校、現高石市立取石小学校の教員として赴任）
- 辻田晴也（医師、スポーツ医学発信所代表、トップアマチュアゴルファー）
- 浜野まいか（サッカー選手）
- 後藤満久（元ラグビー選手）
- 江金海（青山学院大学ラグビー部、主将）